# Савва (Мастрояннидис)
Епископ Савва (греч. Ἐπίσκοπος Σάββας, в миру Некта́риос Мастроянни́дис, греч. Νεκτάριος Μαστρογιαννίδης; род. 1971, Пирей) — епископ Ламийского синода церкви ИПХ Греции, епископ Кикладский (с 2014).
Тезоименитство — 5 (18) декабря (преп. Савва Освященный)

## Биография
Родился в 1971 году в Пирее, в Греции.
В 1989 году в скиту в Кератее был пострижен в монашество с именем Савва в честь Саввы Освященного.
В 1996 году митрополитом Додеканеским Каллиником был хиротонисан во иеродиакона, а в 1999 году митрополитом Пирейским Нифоном — во иеромонаха. До 2005 года служил в качестве протосинкелла в Критской митрополии.
Окончил учебное заведение в Афинах в области византийской музыки и специализировался в Афинском открытом университете.
4 (17) марта 2014 года на заседании Ламийского Синода в Салониках был избран для рукоположения в сан епископа. 5 мая в храме мученицы Марины (подворье монастыря св. Афанасия Мегарского) в Аттике, где он долгие годы нёс служение настоятеля, состоялась его архиерейская хиротония во епископа Кикладского.